# Gustavo Barreto
Gustavo Bonatto Barreto (Nova Prata, 30 novembre 1995) è un calciatore brasiliano, centrocampista dell'Avaí.

## Caratteristiche tecniche
È un mediano.

## Carriera
È cresciuto nelle giovanili del Criciúma, con cui ha esordito in prima squadra il 23 novembre 2014 in occasione del match di Série A pareggiato 1-1 contro il Flamengo.
Nel maggio del 2018 viene ceduto in prestito alla Chapecoense.